# Adam Kącki
Adam Kącki (ur. 24 października 1998) – polski siatkarz, grający na pozycji przyjmującego. Od sezonu 2019/2020 występuje w drużynie KS Lechia Tomaszów Mazowiecki.

## Sukcesy klubowe
I liga:
- 2018